# Fredrik von Otter

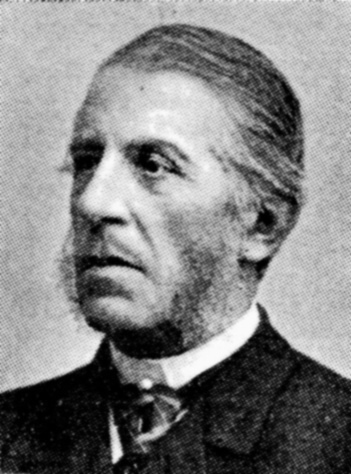
Fredrik Wilhelm von Otter.

Baron Fredrik Wilhelm von Otter (* 11. April 1833 auf Fimmersta, Gemeinde Töreboda; † 9. März 1910 in Karlskrona) war Admiral und von 1900 bis 1902 schwedischer Ministerpräsident.

## Militärische Laufbahn
Von Otter entstammte einer wohlhabenden Adelsfamilie. 1850 trat er als Unterleutnant in die schwedische Marine ein. In den folgenden Jahren wartete er vergeblich auf Beförderungen, so dass er zwischen 1857 und 1861 in der britischen Royal Navy diente. Während dieser Zeit nahm er auch an Seeoperationen gegen Piraten im Chinesischen Meer teil.
Nach seiner Rückkehr zur schwedischen Marine nahm er 1868 als Kommandant des Postdampfers Sofia an der von Adolf Erik Nordenskiöld geleiteten 4. schwedischen Expedition zur Erforschung Spitzbergens teil. Die Insel Von Otterøya in der Hinlopenstraße ist nach ihm benannt. Anschließend wurde er zum Fregattenkapitän befördert und war als solcher 1872 Aide-de-camp des damaligen Kronprinzen Oskar. Dieses Amt übte er auch nach der Krönung von Oskar zum König im Jahr 1873 aus.
1880 wurde er zum Direktor des Marinehafens von Karlskrona ernannt. In den folgenden Jahren erfolgten 1884 seine Beförderung zum Konteradmiral (Kommodore), 1892 zum Vizeadmiral und schließlich 1900 zum Admiral.

## Politische Laufbahn

### Marineminister und Abgeordneter
1874 erfolgte seine Ernennung zum Kapitän zur See und zum Marineminister in der Regierung der Co-Ministerpräsidenten Eduard Carleson (1820–1884) und Oscar Björnstjerna (1819–1905) als Nachfolger von Generalmajor Baron Abraham Leijonhufvud. Dieses Amt übte er auch in den folgenden Kabinetten bis zum Rücktritt der Regierung von Ministerpräsident Louis De Geer am 19. April 1880 aus. Nachfolger als Minister wurde sein älterer Bruder Carl Gustav von Otter (1827–1900).
Von 1891 bis 1899 war er darüber hinaus Abgeordneter der Ersten Kammer des Reichstages. Dort vertrat er den Bezirk Blekinge, ehe er von 1900 bis 1905 als Vertreter von Karlskrona Abgeordneter der Zweiten Kammer war.

### Ministerpräsident von 1900 bis 1902
Am 12. September 1900 wurde er als Nachfolger von Erik Gustaf Boström Ministerpräsident. Wie bereits seine Amtsvorgänger oblag ihm die Reformierung der Armee und die endgültige Auflösung des Einteilungswerkes der Armee, das bereits 1682 von König Karl XI. eingeführt wurde und seit Jahren als überholt angesehen wurde. Gleichzeitig sollte sich mit der Heeresreform eine umfassende Steuerreform vollziehen. Nach dem Ende der Legislaturperiode trat er am 5. Juli 1902 als Ministerpräsident zurück und wurde von seinem Vorgänger Boström abgelöst. Er selbst zog sich völlig aus dem politischen Leben auf seinem Landsitz Trantorp bei Karlskrona zurück.